# Televisão terrestre

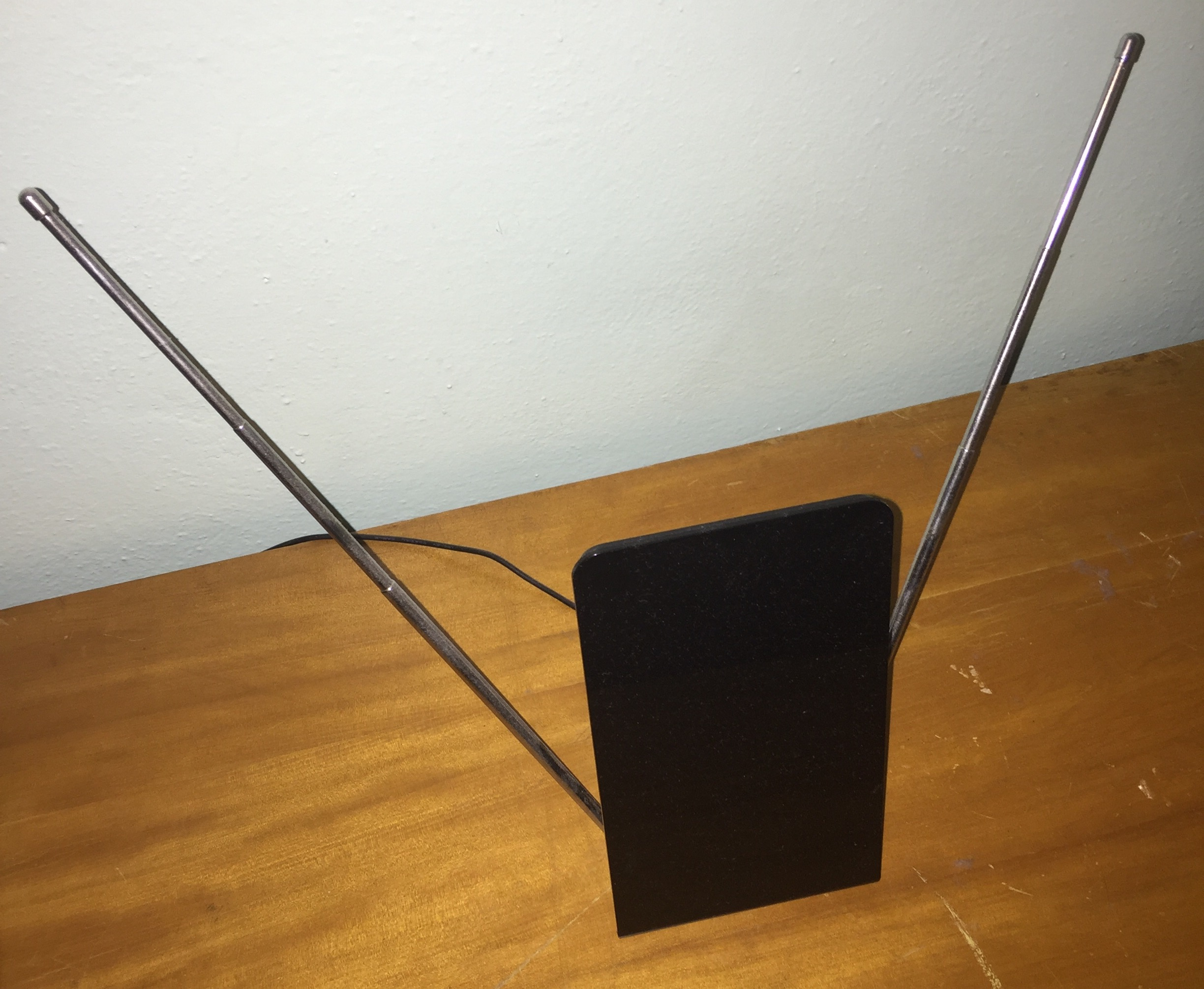
Uma antena de televisão terrestre

Televisão terrestre é um tipo de transmissão de televisão em que o sinal de televisão é transmitido por meio de ondas de rádio do transmissor terrestre de uma estação de televisão para um televisor que tenha uma antena. O termo é mais comum na Europa, enquanto na América do Norte é referido como broadcast television (algo como transmissão de televisão ou radiodifusão de televisão em português) ou as vezes como televisão sobre o ar (abreviado como OTA, de over-the-air).   O termo "terrestre" é usado para distinguir das novas tecnologias de televisão por satélite (transmissão direita por satélite), em que o sinal de televisão é transmitido para ser recebido de um satélite artificial, e a televisão a cabo, em que o sinal é carregado até o receptor através de um cabo coaxial.
A televisão terrestre foi a primeira tecnologia usada para a transmissão de televisão, como a primeira transmissão de longa distância de televisão pública de Washington, D.C., em 7 de abril de 1927. A BBC começou as suas transmissões em 1929, e tem um grade regular de programas de televisão em 1930.  Porém esses sistemas iniciais de televisão tinham baixa qualidade de imagem para atrair o público, devido a sua tecnologia de televisão mecânica, e a televisão não se torna muito difundida antes da Segunda Guerra Mundial com o advento da tecnologia de varredura eletrônica.  A indústria da transmissão de televisão seguiu o modelo das redes de rádio, com emissoras de televisão locais em cidade e municípios afiliados com redes de televisão, sendo elas comerciais (nos EUA) ou controladas pelo governo (na Europa), que provem o conteúdo.  As transmissão de televisão foram em preto e branco até da década de 1960, quando as transmissão de televisão a cores começaram.
Não havia outro método de distribuição de televisão até a década de 1950 como inicio da televisão a cabo e das antenas comunitárias de televisão (CATV). A CATV foi, inicialmente, apenas uma transmissão dos sinal transmitidor pelo ar.  Com a adoção generalizada de cabo através dos Estados Unidos nas décadas de 1970 e 1980, a audiência de transmissões de televisão terrestre vem declinando; em 2013 foi estimado que 7% dos lares nos Estados Unidos usaram uma antena. Um pequeno aumento no uso começou após o final da conversão para transmissões de televisão digital terrestre, que oferece qualidade de imagem em alta definição como uma alternativa para assinantes que saem dos sistemas de CATV.